# Gare de Machiya
La gare de Machiya (町屋駅, Machiya-eki) est une gare ferroviaire située dans l'arrondissement d'Arakawa à Tokyo au Japon. Cette gare est exploitée conjointement par les compagnies Keisei et Tokyo Metro.

## Situation ferroviaire
La gare de Machiya est située au point kilométrique (PK) 4,3 de la ligne principale Keisei.

## Historique
La gare de Machiya a été inaugurée le 19 décembre 1931 sur la ligne de la Keisei Electric Tramway (aujourd'hui ligne principale Keisei). La station de la ligne Chiyoda du métro de Tokyo ouvre le 20 décembre 1969.

## Service des voyageurs

### Accueil
La gare dispose d'un bâtiment voyageurs, avec guichets, ouvert tous les jours.

### Desserte

#### Keisei
| 1 | Ligne principale Keisei | Keisei Ueno                                |
| 2 | Ligne principale Keisei | Aoto・ Keisei Funabashi・ Keisei Tsudanuma |

#### Métro
| 1 | Ligne Chiyoda | Nishi-Nippori ・ Ōtemachi ・ Yoyogi-Uehara ・ Hon-Atsugi |
| 2 | Ligne Chiyoda | Kita-Senju ・ Ayase ・ Matsudo ・ Toride                 |

### Intermodalité
La ligne de tramway Toden Arakawa s'arrête à proximité immédiate de la gare.